# Fred Williams (acteur)
Pour les articles homonymes, voir Williams et Fred Williams.
Friedrich Wilhelm Löcherer, connu sous le nom de scène Fred Williams, né le 9 février 1938 à Munich est un acteur allemand.

## Biographie
Fred Williams travaille principalement dans des productions européennes des années 1960 et 1970. Il joue souvent un personnage sportif, élégant et beau dans les films de Federico Fellini, José Bénazéraf et Jess Franco.
Après avoir mis sa carrière de côté, il exploite des magasins de mode à Munich, où il revient sous son nom de naissance. Jess Franco le sollicite de nouveau en 2001 pour tourner dans Incubus mais l'ancien acteur refuse.

## Filmographie
- 1963 Il fornaretto di Venezia
- 1962 : Le Capitaine de fer
- 1963: Le Jour le plus court (Il giorno più corto)
- 1962: Le Procès des doges
- 1964: Le Cocu magnifique
- 1964: Cover Girls
- 1965: Die Herren (de)
- 1965: Sandra
- 1965: Juliette des esprits
- 1965: Angélique et le Roy
- 1966 - 1967 : La Vengeance de Siegfried (Die Nibelungen) d'Harald Reinl (film en deux parties)
- 1968 : Pas folles, les mignonnes (Le dolci signore) de Luigi Zampa
- 1968: La Kermesse des brigands (de) (Rinaldo Rinaldini) (série télévisée)
- 1968: Catherine, il suffit d'un amour
- 1968: Salto Mortale - Gastspiel in Sevilla (série télévisée, un épisode)
- 1968: L'Ingénue perverse
- 1969: Isabelle, duchesse du diable
- 1970: Les Nuits de Dracula (Nachts, wenn Dracula erwacht)
- 1970: Crimes dans l'extase
- 1970: Der Teufel kam aus Akasava
- 1970: Duell zu dritt (série télévisée)
- 1971: Der Todesrächer von Soho
- 1971: Dr. M schlägt zu (de)
- 1972: Les Aventures de Pinocchio (mini-série, TV)
- 1972: Eine Frau bleibt eine Frau (TV)
- 1973: Leseprozesse (TV)
- 1973: Fermi tutti! È una rapina
- 1973: Motiv Liebe - Adieu Claude (série télévisée, un épisode)
- 1974: Milano: il clan dei calabresi
- 1974: Le Jouisseur/L'Homme le plus sexy du monde
- 1974: Les Chatouilleuses/Les Nonnes en folie
- 1974: Les Emmerdeuses (it) (caméo)
- 1974: Les Incestueuses
- 1974: Les Lesbiennes/Une femme plus une femme
- 1974: Voir Malte et mourir/Orgies et voluptes/Une garce en chaleur
- 1975: Gli amici di Nick Hezard
- 1976: Les Nuits rouges de la Gestapo (it)
- 1976: Un pont trop loin
- 1977: Reporter's Story (série télévisée)
- 1983: Et vogue le navire…
- 1985: Liebesblut
- 1989: Löwengrube (de) (série télévisée)
- 1990: Ehen vor Gericht (de) - In Sachen Riehle gegen Riehle (série télévisée, un épisode)
- 1991: Im Schatten der Gipfel - Treibjagd (série télévisée, un épisode)

## Source de la traduction
- (de) Cet article est partiellement ou en totalité issu de l’article de Wikipédia en allemand intitulé « Fred Williams » (voir la liste des auteurs).